# Örsundsbro norra
Örsundsbro norra är en tätort i Enköpings kommun i Uppland, vid riksväg 55 mellan Uppsala och Enköping, cirka 20 kilometer nordost om Enköping.
Bebyggelsen ligger strax norr om tätorten Örsundsbro och räknades före 2015 som en del av den tätorten.

## Befolkningsutveckling
| Befolkningsutvecklingen i Örsundsbro norra 2015–2020 | Befolkningsutvecklingen i Örsundsbro norra 2015–2020 | Befolkningsutvecklingen i Örsundsbro norra 2015–2020 | Befolkningsutvecklingen i Örsundsbro norra 2015–2020 | Befolkningsutvecklingen i Örsundsbro norra 2015–2020 |
| ---------------------------------------------------- | ---------------------------------------------------- | ---------------------------------------------------- | ---------------------------------------------------- | ---------------------------------------------------- |
|                                                      |                                                      |                                                      |                                                      |                                                      |
| År                                                   |                                                      |                                                      | Folkmängd                                            | Areal (ha)                                           |
| 2015                                                 | 2015                                                 |                                                      | 577                                                  | 36                                                   |
| 2020                                                 | 2020                                                 |                                                      | 561                                                  | 37                                                   |
| Anm.: utbruten ur Örsundsbro 2015                    |                                                      |                                                      |                                                      |                                                      |